# Carteret
Carteret ist eine Stadt im Middlesex County des Bundesstaats New Jersey in den USA. Das U.S. Census Bureau hat bei der Volkszählung 2020 eine Einwohnerzahl von 25.326 ermittelt.

## Geographie
Nach dem amerikanischen Vermessungsbüro hat die Stadt eine Gesamtfläche von 12,9 km², davon 11,3 km² Land- und 1,6 km² (12,63 %) Wasserfläche.

## Demographie
Nach der Volkszählung von 2000 gibt es 20.709 Menschen, 7.039 Haushalte und 5.208 Familien in der Stadt. Die Bevölkerungsdichte beträgt 1.833,9 Einwohner pro km². 68,76 % der Bevölkerung sind Weiße, 9,54 % Afroamerikaner, 0,24 % amerikanische Ureinwohner, 8,32 % Asiaten, 0,03 % pazifische Insulaner, 9,26 % anderer Herkunft und 3,86 % gemischte ethnische Hintergründe. 23,37 % sind Latinos unterschiedlicher Abstammung.
Von den 7.039 Haushalten haben 35,5 % Kinder unter 18 Jahre. 52,1 % davon sind verheiratete, zusammenlebende Paare, 16,6 % sind alleinerziehende Mütter, 26,0 % sind keine Familien, 21,9 % bestehen aus Singlehaushalten und in 11,1 % Menschen sind älter als 65. Die Durchschnittshaushaltsgröße beträgt 2,88, die Durchschnittsfamiliegröße 3,38.
25,2 % der Bevölkerung sind unter 18 Jahre alt, 8,4 % zwischen 18 und 24, 30,0 % zwischen 25 und 44, 21,4 % zwischen 45 und 64, 15,0 % älter als 65. Das Durchschnittsalter beträgt 37 Jahre. Das Verhältnis Frauen zu Männer beträgt 100:94,3, für Menschen älter als 18 Jahre beträgt das Verhältnis 100:90,0.
Das jährliche Durchschnittseinkommen der Haushalte beträgt 47.148 USD, das Durchschnittseinkommen der Familien 54.609 USD. Männer haben ein Durchschnittseinkommen von 40.172 USD, Frauen 28.132 USD. Der Prokopfeinkommen der Stadt beträgt 18.967 USD. 11,0 % der Bevölkerung und 8,6 % der Familien leben unterhalb der Armutsgrenze, davon sind 15,8 % Kinder oder Jugendliche jünger als 18 Jahre und 9,4 % der Menschen sind älter als 65.
Bei der Volkszählung 2010 wurden 22.844 Einwohner registriert.

## Söhne und Töchter der Stadt
- Jonathan Erdelyi (* 1981), Radrennfahrer
- Joseph Sirola (1929–2019), Schauspieler, Synchronsprecher und Theaterproduzent